# ناحیه ونک، شهرستان ورمیلیون، ایلینوی
ناحیه ونک، شهرستان ورمیلیون، ایلینوی (به انگلیسی: Vance Township, Vermilion County, Illinois) یک سکونتگاه مسکونی در ایالات متحده آمریکا است که در شهرستان ورمیلیون واقع شده‌است.

## خصوصیات
ناحیه ونک ۱٬۰۵۷ نفر جمعیت دارد و ۲۰۳ متر بالاتر از سطح دریا واقع شده‌است.